# Tomaž Gantar
Tomaž Gantar, slovenski politik in urolog, * 21. marec 1960, Koper.
Gantar je nekdanji (trikratni) slovenski minister za zdravje.

## Življenjepis
Tomaž Gantar je na Medicinski fakulteti v Ljubljani diplomiral leta 1987 in leta 1994 opravil specializacijo iz urologije.  Kot zdravnik je delal v Splošni bolnišnici Izola. Leta 1995 je bil imenovan za sodnega izvedenca na področju kirurgije. V času svojega strokovnega delovanja se je udeleževal številnih medicinskih seminarjev in simpozijev, tako doma kot v tujini. Od leta 2004 do 2006 je predaval predmet kirurgija na Visoki šoli za zdravstvo Izola.
Od leta 1988 je bil zaposlen v Splošni bolnišnici Izola. Leta 1999 je postal vršilec dolžnosti direktorja Splošne bolnišnice Izola.  V času delovanja v bolnišnici je bil obtožen napačnega prepisovanja zdravila eritropoetin, vendar ga je Okrožno sodišče v Kopru obtožbe oprostilo.

### Politika
Od leta 2002 do 2004 je bil občinski svetnik v Mestni občini Koper. Leta 2006 je kot predsednik stranke Piran je naš (po vzoru koprske stranke Borisa Popoviča) zmagal na lokalnih volitvah in dobil štiriletni mandat za funkcijo župana Pirana. Poleg dela župana je nadaljeval tudi z delom zdravnika specialista.
Na predčasnih volitvah leta 2011 je kandidiral na listi DeSUS, vendar ni prišel v parlament.  
V času 10. vlade Republike Slovenije je bil imenovan na mesto ministra za zdravje. Mandat je nadaljeval tudi v času vlade Alenke Bratušek. 13. marca 2020 je bil potrjen za zdravstvenega ministra v 14. vladi Republike Slovenije. Po odstopu Aleksandre Pivec z mesta predsednike DeSUS, 9. septembra 2020, je Gantar začasno prevzel predsedovanje. 18. decembra po izstopu DeSUS-a iz koalicije je Gantar odstopil. Ministrstvo za zdravje je začasno prevzel Janez Janša, dokler položaja februarja 2021 ni zasedel Janez Poklukar.
Marca 2021 je Gantar izstopil iz stranke DeSUS.